# Селецкий, Александр
Александр Селецкий — российский дипломат, дьяк посольского приказа XVI-XVII века.
Был послан в Швецию и писал о Русском царстве около 1609 года. Рукопись его сочинения, по свидетельству Николая Берга в книге «De statu religionis Moscovitae», находилась в Стокгольмском королевском архиве.